# Simbol-X
Simbol-X war der Name eines Röntgensatelliten, den Italien und Frankreich gemeinsam bauen wollten. Das Projekt wurde 2009 aus Kostengründen eingestellt. Ursprünglich sollte Simbol-X 2014 von einer Sojus-Rakete in einen Erdorbit transportiert werden. Das Konzept des Teleskops ähnelte dem von Xeus. Der Spiegel mit einem Durchmesser von drei Metern und der Detektor sind auf zwei getrennten Satelliten untergebracht. Ihr Abstand zueinander von ca. 30 m im Formationsflug legt die Brennweite des Systems fest. 
Das geplante Energiespektrum lag zwischen 0.5 keV und 80 keV, die geforderte Auflösung war besser als 15 Bogensekunden.
Seine Leistungsdaten sollen die der Röntgensatelliten Chandra und XMM-Newton oberhalb 10 keV übertreffen und besser sein als die von Integral unterhalb 15 keV.